# Наталі Мібург
Наталі Мібург (англ. Natalie Myburgh, 15 травня 1940 — 21 січня 2014) — південноафриканська плавчиня.
Призерка Олімпійських Ігор 1956 року.
Переможниця Ігор Співдружності 1954 року.